# Carl Cederström (landshövding i Kopparbergs län)
Carl Cederström, född 28 mars 1706 i Stockholm, död 12 juni 1793 på Attu säteri, var en svensk friherre och ämbetsman. Han var son till Olof Cederström.
Carl Cederström blev student vid Uppsala universitet 1715 och auskultant i bergskollegium 1726. Han blev hovjunkare 1731, assessor i Åbo hovrätt 1738, hovrättsråd i Åbo hovrätt 1744 och lagman i Söderfinne lagsaga 1755. År 1765 erhöll han landshövdings namn, heder och värdighet och var 1766–1781 landshövding i Kopparbergs län. Han blev riddare av Nordstjärneorden 1770.